# ジェル・クヴェール
ジェル・クヴェール（Kjell Qvale、1919年7月7日 - 2013年11月2日）は、ノルウェー系アメリカ人の起業家。アメリカ西海岸でのジャガーの最初の販売代理店を開業し、自動車ブランドジェンセン・ヒーレーを創設、サンフランシスコモーターショーとペブルビーチコンクールデレガンスの創設に携わった。
また、ラグナ・セカの「コークスクリュー」コーナーのコンセプトデザインでその名が刻まれている。

## 青年期
ジェル・クヴェールはノルウェーのトロンハイムの出身で、父はノルウェー海軍大将であった。クヴェールは1929年にアメリカ合衆国に移住、ワシントン大学に通い、第二次世界大戦中はアメリカ海軍のパイロットを務めた。

## 自動車産業への参入
クヴェールはニューオーリンズへの旅行の最中、イギリスのメーカーモリス・ガレージ（MG）製のスポーツカー・MG TCミゼットを目撃した。これを魅力的にとらえたクヴェールはMGの車をアメリカに輸入することを決心した。クヴェールはサンフランシスコの近くで事業所を設立し、MGに加えてオースチン、モーリス、ジャガー、ロールスロイスなどの他の自動車ブランドを追加することで多様化、「ブリティッシュ・モーターカー・ディストリビューター」という名称で事業を行っていった。
その後、ポルシェ、デ・トマソ、マセラティ、ランボルギーニなどの非英国ブランドも投入してさらに多角化を図り、またフォルクスワーゲンについてはアメリカ西部における最初のフォルクスワーゲン独占販売代理店ともなった。

## ジェンセン・ヒーレー
短期間ではあったが、クヴェールはジェンセン・モーターズの株式を取得して自動車製造業に参入していた。
1970年時点でクヴェールの事業所はアメリカ国内で160,000台以上の自動車を販売していた。特にブリティッシュ・モーター・コーポレーション（BMC）が製造したオースチン・ヒーレーは、アメリカで人気があったが、BMCはそのオースチン・ヒーレーの生産を終了すると発表、クヴェールにとって死活問題となった。この生産終了のニュースは、オースチン・ヒーレーのデザイナーでありロイヤリティ権を持っていたドナルド・ヒーリー、およびBMC用にオースチン・ヒーレーを製造していた自動車メーカージェンセン・モーターズにとっても歓迎されないものであった。
この3者は議論を行い、最終的にオースチン・ヒーレーに替わる車両の設計と製造の計画に至った。 1970年、クヴェールはジェンセン・モーターズの大株主になり、1972年にジェンセン・ヒーレーの最初の製品が完成した。

## 映画投資とニコ・ミナルドス
1974年、映画俳優のニコ・ミナルドスは、撮影するスリラー映画『アガソンの襲撃』において、ジェンセン・インターセプターを使用するプロダクトプレイスメント契約をクヴェールに持ち掛けた。 クヴェールはのちに「ミナルドスは、私よりも優れたセールスマンでした。映画全体の資金を調達するためにも、私を説得しなければならなかった」と語った。かくして完成された映画はジェンセンの車が目立つように使用され、MGMによって配給されたが、興行的には失敗した。
のちの2010年、オーウェン・プレルが撮影したドキュメンタリー映画『ファインディング・ニコ』にクヴェールもコメントし、そこで「私は後悔していません。ハリウッドのプロデューサーは楽しい経験でした」と語っている。

## カヴァーリ
カヴァーリ（Qvale）はジェル・クヴェールの息子であるブルース・クヴェールが2000年にイタリアで設立した自動車会社であった。カヴァーリはもともとデトマソ社の車であったデトマソ・ビグア（デトマソ・マングスタ）をリバイバルし、カヴァーリ・マングスタとして販売していた。 その活動期間は短く、2003年にカヴァーリはマングスタの権利をMGローバーに売却した。

## 競馬
クヴェールは、アメリカ西海岸のサラブレッド競馬にも強く関わった。クヴェールはゴールデンゲートフィールズ競馬場を統括するパシフィック競馬協会の会長であり、25年間ゴールデンゲートフィールズの取締役会を率いた。またベイメドウズ競馬場の理事長も務めた。クヴェールはナパ・バレーにグリーンオーク牧場も持ち、シルキーサリヴァンなどが繋養されていた。
1980年代に、彼は自家生産馬のバラエティロードでアメリカクラシック三冠路線に挑戦したが、バラエティロードの体調不良のため勝機を逸した。バラエティロードはその後1987年のサンフェルナンドステークス（G1）で、スノーチーフ・ファーディナンド・ブロードブラッシュを破って優勝している。

## 死去
ジェル・クヴェールは2013年11月2日に94歳で亡くなった。クヴェールは亡くなる時までカリフォルニア競馬に携わり続けており、直前の10月20日にもサンタアニタパーク競馬場で勝利を挙げていた。